# Ровенко Володимир Сергійович
Володи́мир Сергі́йович Рове́нко —  лейтенант Збройних сил України, учасник російсько-української війни.

## З життєпису
Командир бойової машини, 128-а гірськопіхотна бригада. На фронті з середини листопада 2014-го. Під Дебальцевим рота бійців Національної гвардії потрапила в оточення, Ровенко добровільно зголосився допомогти. До позицій уже не було змоги дістатися панцирником, Ровенко пішов пішки, маючи при собі автомат і гранатомет.
У бою підбив бронемашину терористів, при визволенні нацгвардійців загинуло двоє вояків 128-ї бригади.
Виховує сина, який мав 2015 року піти до 1 класу.
Станом на 2018 рік — гравер Монетного двору Національного банку.

## Нагороди
За особисту мужність і героїзм, виявлені у захисті державного суверенітету та територіальної цілісності України, вірність військовій присязі під час російсько-української війни
- нагороджений орденом «За мужність» III ступеня (26.2.2015).